# Nicola Grassi
Nicola Grassi ou Nicolò Grassi (né le 7 avril 1682 à Formeaso, frazione de Zuglio, dans l'actuelle province d'Udine, dans le Frioul-Vénétie Julienne – mort le 6 octobre 1748 à Venise) était un peintre italien de la première moitié du XVIIIe siècle.

## Biographie
D'abord élève de Antonio Carneo (1637-1692) et ensuite du Génois Nicolo Cassana à Venise entre 1700 et 1709.
En 1712, son nom apparaît pour la première fois dans la confrérie des peintres vénitiens et il s'inscrit dans la Fraglia ou guilde, des peintres Frioulans.
En 1713 il décore la chapelle de la Scuola delle Stimate, à San Francesco della Vigna, à Venise.
Dans ses œuvres de jeunesse, il a surtout été influencé par le style de Carneo, puis vers 1715 il subit l'influence de Giovanni Battista Piazzetta comme on peut le voir sur les peintures qu'il a faites à l'Ospedaletto de Venise (les Prophètes et les Évangélistes) avant de tourner vers des formes plus rococo, proches de Giovanni Battista Pittoni et de Sebastiano Ricci.
Entre 1723 et 1725 il voyage en Italie, à Turin et en Dalmatie et visite la Turquie et l'Allemagne.
Puis, entre 1726 et 1747, il reste à Venise répondant essentiellement à des commandes provenant de sa province natale et de la Vénétie.

## Œuvres
Nicola Grassi fut aussi un portraitiste apprécié.
Les œuvres de Nicola Grassi sont conservées à Ampezzo, Muina, Sezza, Cabia, Tolmezzo et dans les musées d'Udine et ses fresques dans divers palais de Gorizia.
- Rébecca près du puits[2] (La samaritana al pozzo), vers 1720), huile sur toile, 120 × 155 cm, San Francesco della Vigna, Venise
- Jean de Capistran, Huile sur toile (vers 1720) San Francesco della Vigna Venise
- La communion de saint Bonaventure, Huile sur toile vers 1720 San Francesco della Vigna Venise

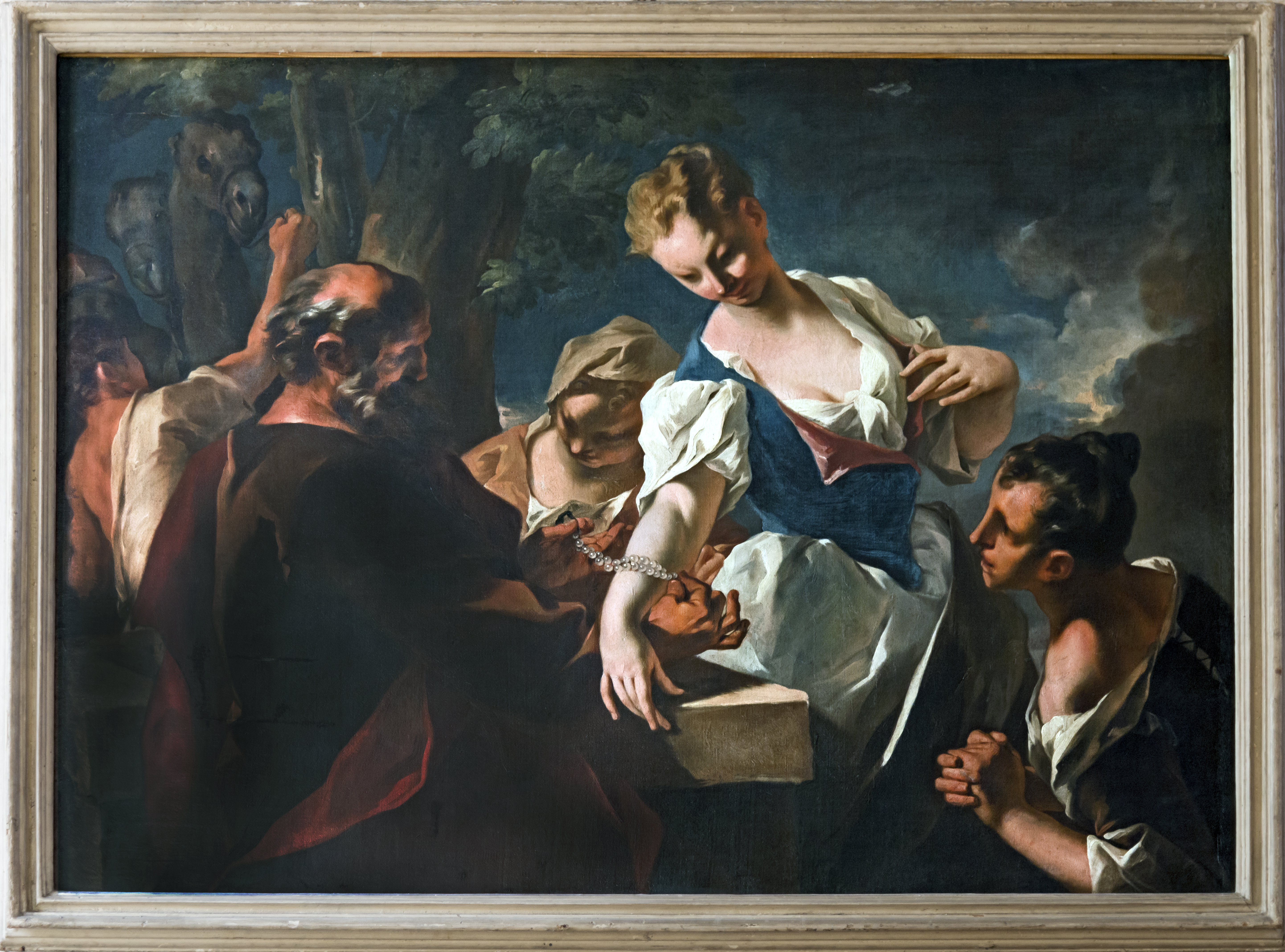
La samaritana al pozzo
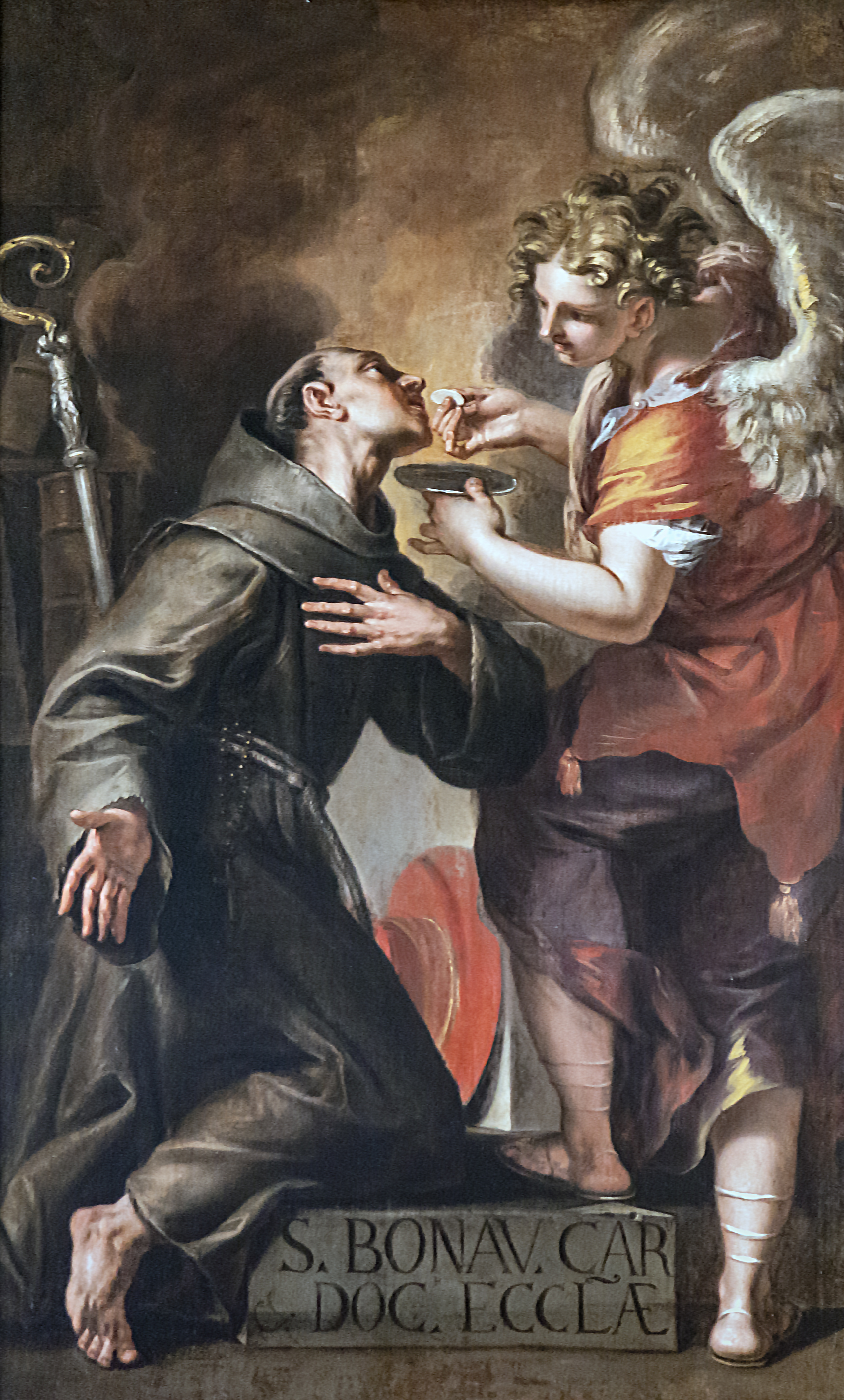
La communion de saint Bonaventure

## Sources
- (it) Cet article est partiellement ou en totalité issu de l’article de Wikipédia en italien intitulé « Nicolò Grassi » (voir la liste des auteurs).